# Лора Дејвис
Лора Дејвис (енгл. Laura Davies; рођена 5. октобра 1963. године) је енглеска професионална играчица голфа. Она је прва неамериканка која се нашла на првом месту LPGA листе.

## Каријера
Лора је још као аматерска играчица била интернационална репрезентативка за Уједињено Краљевство, где је постигла забележене резултате. 1983. и 1984. године освајала је шампионате као аматерска играчица, а 1984. године је постала члан Кертис Купа за Уједињено Краљевство и Ирску. 
Године 1985. Лора је почела да се бави голфом професионално, и као таква да прави професионалну каријеру. 1987. године је победила на U.S. Women's Open шампионату у голфу против Американке Џоан Карнер (JoAnne Carner) и Јапанке Ајако Окамото (Ayako Okamoto).
Године 1994. је постала први голфер међу мушким и женским играчима који је победио током једне календарске године на пет различитих голф турнира: турнир Велике Британије, европски, азијски, јапански и аустралијски турнир.
Издала је своју аутобиографију 1996. Године 2001. се прикључила спортском коментаторском тиму на Би Би Си-ју као један од коментатора Отвореног шампионата, најстаријег британског шампионата у професионалном голфу, и почела је редовно да даје изјаве за Би Би Си о дешавањима у голфу. 
Такође, једини је голфер који је играо на 12 мечева Солхејм купа у периоду од 1950. до 2011. године. Учествовала је и за УК, али и као европски репрезентативац.
Представљала је Енглеску на Женском светском првенству у голфу:
- 2005. године са Карен Стаплс
- 2006. године са Кристи Тејлор
- 2007. године са Трис Џонсон

Награђена је наградом MBE 1988, а наградом CBE 2000. Лора је 2012. именована за 32. најбољег играча голфа у Британији од стране Менаџерске асоцијације голф клубова. Њено именовање било је пропраћено коментарем како Лора има способност да инспирише жене и девојке да играју голф.
Тренутно са 19 погодака држи LPGA рекорд од сезоне у 2004. години за највећи број постигнутих орлова (иглова).